# Stian Tønnesen
Stian Hauge Tønnesen (* 2. März 1974 in Sarpsborg) ist ein norwegischer Handballtrainer und ehemaliger Handballspieler.
Stian Tønnesen begann 1981 in Sarpsborg mit dem Handballspiel. Dort traf er bereits den späteren Rekordnationalspieler Jan Thomas Lauritzen und wurde norwegischer Juniorenmeister. Mit 20 Jahren zog es Tønnesen zum damaligen Aufsteiger Drammen HK, während Lauritzen zu Uradd ging. Mit Drammen wurde Tønnesen gleich Zweiter und Dritter der Eliteserie und gewann 1996 den City-Cup, trotzdem ging er 1996 nach Schweden zum Zweitligisten HF Kroppskultur. Dort hielt es ihn nicht lange, nach einem Jahr ging er zurück nach Norwegen zu Elverum Håndball und 1998 gleich wieder nach Schweden zum Erstligisten IFK Ystad HK. Dort fand er endlich Ruhe und zog 2001 sowie 2003 ins Viertelfinale der Meisterschaft ein, 2002 sowie 2003 spielte er im EHF-Pokal. Im Sommer 2003 kam das Angebot aus Deutschland und Tønnesen wechselte in die 1. Handball-Bundesliga zum TuS N-Lübbecke. Dort avancierte er zum Führungsspieler und hielt seine Mannschaft drei Jahre lang im gesicherten Mittelfeld der Tabelle, für ein halbes Jahr kam es hier zu einem Wiedersehen mit Jan Thomas Lauritzen. In der Saison 2006/07 aber rutschte Lübbecke in die Abstiegsränge und schaffte den Klassenerhalt erst in der Relegation gegen den TSV Bayer Dormagen. Tønnesen trug zum Klassenerhalt mit 155 Toren bei und machte sich somit auch für andere Clubs interessant, im Sommer 2007 nahm ihn der SC Magdeburg unter Vertrag, wo er bis 2013 spielte. Anschließend schloss er sich dem schwedischen Erstligisten HK Malmö an. Im Jahre 2016 beendete Tønnesen seine Karriere und übernahm anschließend das Traineramt von HK Malmö. Im Juli 2022 wechselte er zum Ligakonkurrenten IFK Kristianstad, wo er das erste Männerteam trainierte. Unter seiner Leitung gewann Kristianstad  2023 sowohl die schwedische Meisterschaft als auch den schwedischen Pokal. Nach der Saison 2023/24 endete seine Trainertätigkeit bei IFK Kristianstad. Im Sommer 2025 wird er das Traineramt der Männermannschaft von HØJ Håndbold übernehmen.
Stian Tønnesen bestritt 13 Länderspiele für die norwegische Nationalmannschaft. Erst mit 28 Jahren gab er sein Debüt für Norwegen, danach kam er nie an Spielern wie Glenn Solberg oder Børge Lund vorbei und nahm auch nie an einem großen Turnier teil.
Er ist 1,88 m groß. Stian Tønnesen ist verheiratet und hat einen Sohn und eine Tochter.